# Дух времена (филм)
Zeitgeist, the Movie или само Zeitgeist (од немачког [ˈt͡saɪtɡaɪst]ⓘ што значи Дух времена) је амерички документарни филм из 2007. године. Филм представља документарни експозе о религији, власти и глобалној економији. Централне теме филма укључују мит о Исусу Христу, терористички напад на Америку 11. септембра 2001. године, и америчке Федералне резерве. У филму су представљене теорије завере које проистичу из ове три теме.

## Радња филма
Филм почиње са анимираним апстрактним приказима, садржи снимаке, карикатуру и аудио цитате о духовности, затим снимке рата, експлозија и напада на Америку 11. септембра. Увод филма завршава се са монологом покојног комичара George Carlin-a о религији уз цртани филм.
Први део, под називом Највећа бајка икада испричана, бави се питањем религије и Богом, тврдећи да је хришћанска религија углавном потиче из других религија, повезана са астрономским чињеницама, астролошким митова и традицијама, који су изведени из зајєдничких елемената са другима. У циљу објашњења мита o Исусу, овај део тврди да не постоји историјски Исус нєго књижевни и астролошки хибрид, направљєн из политичких потреба Римског царства.
Други део, Цео свет је позорница, користи интегралне снимаке о неколико 9 / 11 теорија завере, филмове који илуструју нападе 11. септембра да су били или оркестрирани, или дозвољени да се догоде од стране САД у циљу стварања масовног страха, уз оправдање за рат против тероризма, имају изговор за ускраћивање грађанских слобода, производе економску корист банкарима и мулти-националним компанијама. Овде се тврди да је америчка влада унапред знала о нападима, намерно дозвољено да авиони достигну своје циљеве, као и да су Светски трговински центар, зграду 1, 2, и 7 подвргнули контролисаном рушењу.
Трећи део, под насловом Не брини за Људе иза завесе, тврди да су се три рата САД-a током двадесетог века водили чисто за економску добит, изазвани од „интернационалних банкара“ (породице Ротшилд, Рокфелер, Лиман, Варбург. Филм наводи да су одређени догађаји пројектовани као изговор да САД уђу у рат, укључујући потапање РМС Луситанија, напад на Перл Харбур, и Инцидент у Тонкиншком заливу .
Према филму, САД је била приморана од стране Банке Федералних Резерви да буде уплетена у ове ратове, и то не са циљем да победи, него да се одржи сукоб, јер то тера америчку владу да позајмљује новац од банке, и самим тиме повећава профит „међународним банкарима“ који су власници Банке Федералних Резерви (Акционарско Друштво од 1913-e). Филм затим тврди да су Савезни порези на доходак противзаконити.

## Награде
Филм је приказан 10. новембра 2007 у Египатском позоришту у Холивуду, као део четвртог Артивист филмски фестивал, где је освојио награду најбоље остварење у Артивист Дух категорији дугометражних документарних филмова. Септембра 2008, Цајтгајст филм је добио посебно признање, награду на Рутгер Хауер ICFILMS филмском фестивалу у Милану, Италија.